# السياسة البيئية في الصين
توضع السياسة البيئية في الصين من قبل مجلس الشعب الصيني وتديرها وزارة حماية البيئة في جمهورية الصين الشعبية. وصف مركز التقدم الأمريكي سياسة الصين البيئية بأنها مماثلة لسياسة الولايات المتحدة قبل عام 1970. وهذا يعني أن الحكومة المركزية تصدر لوائح صارمة إلى حد ما، لكن المراقبة الفعلية والإنفاذ تقوم بها إلى حد كبير الحكومات المحلية التي لديها اهتمام أكبر بالنمو الاقتصادي. يقتصر العمل البيئي للقوات غير الحكومية، مثل المحامين والصحفيين والمنظمات غير الحكومية، على اللوائح الحكومية. تحت إشراف وزارة حماية البيئة في جمهورية الصين الشعبية، تتولى إدارة السياسات والقوانين واللوائح مسؤولية إنشاء وتعزيز القوانين والسياسات الأساسية مثل القوانين البيئية والسياسات الإدارية واللوائح الاقتصادية. وهي مسؤولة عن تطوير السياسة الوطنية لحماية البيئة والاستراتيجية الشاملة.
تسبب التوسع الاقتصادي السريع للصين بالإضافة إلى الرقابة البيئية الضعيفة في البلاد بعدد من المشكلات البيئية. استجابة للضغوط العامة، اتخذت الحكومة الوطنية عددًا من التدابير للحد من التلوث في الصين وتحسين الوضع البيئي للبلاد. ومع ذلك، فقد انتُقدت اجراءات الحكومة باعتبارها غير كافية. بتشجيع من السياسة الوطنية التي تحكم المناطق فقط من خلال تنميتها الاقتصادية، أعاقت السلطات المحلية الفاسدة التنفيذ. ومع ذلك، في أبريل 2014، عدلت الحكومة قانونها البيئي لمكافحة التلوث بشكل أفضل.

## قضاء السياسات
وزارة حماية البيئة (إم إي بّي)، التي كانت تُعرف سابقًا باسم إدارة حماية البيئة (إس إي بّي إيه)، هي وزارة على مستوى مجلس الوزراء في الفرع التنفيذي للحكومة الصينية وهي مسؤولة عن تنفيذ السياسات البيئية، بالإضافة إلى إنفاذ القوانين البيئية والقرارات. تتولى الوزارة مهمة حماية الجو والمياه والأرض في الصين من التلوث والتلويث، مباشرة في إطار مجلس الدولة، وتفوض وتطالب بتنفيذ السياسات البيئية وتطبيق القوانين والقرارات البيئية. استكمالًا لدورها التنظيمي، تمول وتنظم البحث والتطوير. يوجد 20 مكتبًا وقسمًا ضمن وزارة حماية البيئة، بما في ذلك المكتب العام، وإدارة التخطيط والمالية، وإدارة السياسات والقوانين والقرارات، وإدارة الموارد البشرية والترتيب المؤسسي، وقسم العلوم والتكنولوجيا ومعايير إدارة تقييم الأثر البيئي، وإدارة الرصد البيئي، وقسم إدارة بيئة المياه، وقسم إدارة بيئة الهواء، وقسم إدارة بيئة التربة، وإدارة الحفاظ على الطبيعة والبيئة، وإدارة تنظيم سلامة المنشآت النووية، وإدارة تنظيم سلامة الطاقة النووية، ومكتب تنظيم سلامة مصادر الإشعاع والإشراف والتفتيش البيئي، وإدارة التعاون الدولي، وإدارة التعليم والاتصالات، ولجنة وزارة حماية البيئة للحزب الشيوعي الصيني، ومكتب اللجنة المركزية لفحص الانضباط في الحزب الشيوعي الصيني في وزارة حماية البيئة. المكاتب العشرون موجودة على المستوى القضائي في نظام التصنيف الحكومي، فهي تؤدي المهام التنظيمية في مجالات مختلفة ويتأكدون من أن الوكالة تعمل وفقًا لذلك. منذ عام 2006، أصبحت هناك خمسة مراكز إقليمية للمساعدة في عمليات التفتيش والإنفاذ المحلية.

## التاريخ
في عام 1972، حضر ممثلون صينيون مؤتمر الأمم المتحدة الأول للبيئة البشرية. في العام التالي، تأسست مجموعة قيادة حماية البيئة. وفي عام 1983، أعلنت الحكومة الصينية أن حماية البيئة ستصبح سياسة للدولة. في عام 1998، مرت الصين بكارثة من الفيضانات الخطيرة، وقامت الحكومة الصينية بترقية المجموعة الرائدة إلى وكالة على مستوى الوزارة، والتي أصبحت بعد ذلك إدارة حماية البيئة الحكومية.
وفقًا لموقع الحكومة الصينية على شبكة الإنترنت، استثمرت الحكومة المركزية أكثر من 40 مليار يوان بين عامي 1998 و2001 في حماية الغطاء النباتي، والدعم الزراعي، وتحويل المزارع إلى غابات. بين عامي 1999 و2002، حولت الصين 7.7 مليون هكتارًا من الأراضي الزراعية إلى غابات.
منذ عام 2001 حتى عام 2005، تلقت السلطات البيئية الصينية أكثر من 2.53 مليون رسالة و430,000 زيارة من 597,000 من الملتمسين الذين يطالبون بالإصلاح البيئي. وفي الوقت نفسه، ارتفع عدد الاحتجاجات الجماعية الناجمة عن المخاوف بشأن القضايا البيئية بشكل مطرد منذ 2001 حتى 2007. تسبب الاهتمام المتزايد بالمسائل البيئية في أن تبدي الحكومة الصينية درجة أكبر من الاهتمام بالقضايا البيئية. على سبيل المثال، أشار ون جيا باو، رئيس مجلس الدولة الصيني، في خطابه السنوي لعام 2007، 48 مرة إلى «البيئة» و«التلوث» و«حماية البيئة»، وطبقت القرارات البيئية الأكثر صرامة فيما بعد. ألغيت الإعانات لبعض الصناعات الملوثة، في حين أغلقت الصناعات الملوثة الأخرى، ومع ذلك، لم تحقق العديد من الأهداف البيئية الداخلية.
بعد خطاب 2007، كان تأثير الفساد عائقًا أمام التنفيذ الفعال، إذ تجاهلت السلطات المحلية الأوامر وأعاقت فعالية القرارات المركزية. ردًا على ذلك، نفذ الأمين العام للحزب الشيوعي الصيني هو جينتاو مشروع «غرين جي. دي. بّي»، وفيه تعدل الناتج المحلي الإجمالي للصين للتعويض عن الآثار البيئية السلبية؛ ومع ذلك، فقد البرنامج بسرعة التأثير الرسمي بسبب البيانات غير المواتية. زعم كبير الباحثين في المشروع أن قادة المقاطعات «لا يحبون أن يصطفوا ويملى عليهم كيف أنهم لا يحققون أهداف القيادة ... وجدوا صعوبة في قبول ذلك». حاولت الحكومة إقامة «أيام دون سيارات» على المستوى الوطني، إذ تحظر السيارات عن الطرق المركزية، ولكن جرى تجاهل المبادرة إلى حد كبير. في عام 2008، حلت وزارة حماية البيئة محل إدارة الدولة لحماية البيئة رسميًا خلال جلسات مجلس الشعب الصيني في مارس.
تزايد نشاط المواطنين فيما يتعلق بالقرارات الحكومية التي يُنظر إليها على أنها ضارة بالبيئة في 2010.و في أبريل 2012، قامت احتجاجات في بلدة ينغهاي الجنوبية بعد الإعلان عن مشروع محطة توليد للكهرباء. نجح المحتجون في البداية بإيقاف المشروع، الذي قيمته 3.9 مليار رينمينبي (387 مليون جنيه إسترليني). اختيرت مدينة أخرى لموقع المحطة، ولكن عندما قاوم السكان في الموقع الثاني، عادت السلطات إلى ينغهاي. وحدثت جولة ثانية من الاحتجاجات في أكتوبر 2012 واشتبكت الشرطة مع المحتجين، ما أدى إلى 50 عملية اعتقال وما يقرب من 100 إصابة. استجابةً لخط أنابيب نفايات لأحد مصانع الورق في مدينة تشيدونغ، تظاهر عدة آلاف من الأشخاص في يوليو 2012. وحُكم على 16 من المحتجين بالسجن ما بين 12 إلى 18 شهرًا؛ ومع ذلك، منح ثلاثة عشر منهم وقف تنفيذ على أساس أنهم اعترافهم وتوبتهم. في المجموع، حدث أكثر من 50,000 احتجاج بيئي في الصين خلال عام 2012.
استجابةً لمشكلة تلوث الهواء المتزايدة، أعلنت الحكومة الصينية عن خطة مدتها خمس سنوات بقيمة 277 مليار دولار أمريكي لمعالجة هذه القضية في عام 2013. سيحظى شمال الصين باهتمام خاص، حيث تهدف الحكومة إلى خفض انبعاثات الهواء بنسبة 25% بحلول عام 2017، مقارنة بمستويات عام 2012.
في مارس 2014، أعلن الأمين العام للحزب الشيوعي الصيني شي جين بينغ «الحرب» على التلوث أثناء افتتاح المؤتمر الشعبي الوطني. بعد نقاش واسع دام ما يقرب من عامين، وافق مجلس الشعب الصيني على قانون بيئي جديد في أبريل. يمنح القانون الجديد وكالات إنفاذ البيئة قوة عقابية كبيرة، ويحدد المجالات التي تتطلب حماية إضافية، ويمنح المجموعات البيئية المستقلة المزيد من القدرة على العمل في البلاد. مثلما تتناول المواد الجديدة من القانون على وجه التحديد تلوث الهواء، وتدعو إلى مراقبة حكومية إضافية. وصف المشرع شين تشونينغ القانون بأنه «ضربة ثقيلة في الحرب على الحقائق البيئية القاسية لبلادنا، ومفهوم نظامي مهم». جرى التصويت على ثلاث نسخ سابقة من مشروع القانون. مشروع القانون هو أول مراجعة لقانون حماية البيئة منذ عام 1989.